# Hydrovatus longior
Hydrovatus longior är en skalbaggsart som beskrevs av Olof Biström 1997. Hydrovatus longior ingår i släktet Hydrovatus och familjen dykare. Inga underarter finns listade i Catalogue of Life.